# Brant—Haldimand
Pour les articles homonymes, voir Brant et Haldimand.
Circonscription électorale fédérale du Canada
Brant—Haldimand est une circonscription électorale fédérale de l'Ontario, représentée de 1953 à 1968.
La circonscription de Brant—Haldimand est créée en 1952 avec des parties de Brant—Wentworth et d'Haldimand. Abolie en 1966, elle est redistribuée parmi Brant, Norfolk—Haldimand et Welland.

## Géographie
En 1952, la circonscription de Brant—Haldimand comprenait:
- Les comtés d'Haldimand et de Brant
  - Les cantons de Burford, Oakland et Brantford
  - La cité de Brantford

## Députés
| Législature                                                        | Années                                                | Député                                                | Député                                                | Parti                                                 |
| Brant—Haldimand issue de Brant—Wentworth et Haldimand              | Brant—Haldimand issue de Brant—Wentworth et Haldimand | Brant—Haldimand issue de Brant—Wentworth et Haldimand | Brant—Haldimand issue de Brant—Wentworth et Haldimand | Brant—Haldimand issue de Brant—Wentworth et Haldimand |
| ------------------------------------------------------------------ | ----------------------------------------------------- | ----------------------------------------------------- | ----------------------------------------------------- | ----------------------------------------------------- |
| 22e                                                                | 1953–1957                                             |                                                       | John A. Charlton                                      | Conservateur                                          |
| 23e                                                                | 1957–1958                                             |                                                       | John A. Charlton                                      | Conservateur                                          |
| 24e                                                                | 1958–1962                                             |                                                       | John A. Charlton                                      | Conservateur                                          |
| 25e                                                                | 1962–1963                                             |                                                       | Lawrence Pennell                                      | Libéral                                               |
| 26e                                                                | 1962–1963                                             |                                                       | Lawrence Pennell                                      | Libéral                                               |
| 27e                                                                | 1963–1968                                             |                                                       | Lawrence Pennell                                      | Libéral                                               |
| Circonscription dissoute parmi Brant, Norfolk—Haldimand et Welland |                                                       |                                                       |                                                       |                                                       |